# 茹鲁埃纳
茹鲁埃纳是巴西马托格罗索州的一个市镇。总面积3203.3平方公里，总人口8731人，人口密度2.7人/平方公里。